# 清水らら
清水 らら（しみず らら、2002年4月6日 - ）は、日本の元女優である。北海道出身。BLUE LABEL所属。身長148cm。

## 出演

### テレビ番組
- 相棒 Season 10 第10話（2012年1月1日、テレビ朝日） - 山口真美 役[3]
- ピロロン学園（2012年、日本テレビ）[1]
- ビューティフルレイン（2012年、フジテレビ） - クラスメイト 役[1]
- 刑事のまなざし（2013年、TBS） - 小出春香 役[4]
- 烈車戦隊トッキュウジャー（2014年、テレビ朝日） - カグラ（幼少時） 役[5]
- 駐在刑事（2014年、テレビ東京） - 中瀬由紀子（杉本彩）の娘 役[1]
- 直撃!シンソウ坂上SP 〜日航123便からのメッセージ・33年目の真相〜（2018年8月16日、フジテレビ） - 田淵純子さん 役
- 金曜ナイトドラマ「時効警察はじめました」（2019年、テレビ朝日）
- ゴシップ #彼女が知りたい本当の○○ 第5話（2022年2月3日、フジテレビ） - 同級生 役

### 映画
- スーパー戦隊シリーズ（東映） - 少女カグラ 役
  - 烈車戦隊トッキュウジャーVSキョウリュウジャー THE MOVIE（2015年）[5]
  - 手裏剣戦隊ニンニンジャーVSトッキュウジャー THE MOVIE 忍者・イン・ワンダーランド（2016年）[5]
- 死刑にいたる病（2022年5月6日、クロックワークス）[6]

### 配信ドラマ
- 仮面ライダーBLACK SUN（2022年10月28日、Amazon Prime Video） - 男の仲間 役

### 舞台
- ジーザス・クライスト・レディオスター（2018年12月12日 - 24日、紀伊國屋ホール）
- 魔法使いの嫁（2019年10月5日 - 14日、あうるすぽっと） - ステラ 役
- スケリグ（2020年7月27日 - 8月16日、紀伊國屋サザンシアター TAKASHIMAYA / 全国ツアー）
- ♭FLATTO「春はのけもの」（2021年5月12日 - 21日、BAR TRIANGLE 渋谷） - 羽水のどか 役

### オリジナルビデオ
- スーパー戦隊シリーズ（東映ビデオ）
  - 行って帰ってきた烈車戦隊トッキュウジャー 夢の超トッキュウ7号（2015年） - 泉神楽 / トッキュウ5号 役[5]
  - テン・ゴーカイジャー（2022年） - 女子高生 役[7]

### CM
- ハートキャッチプリキュア! こころの種シリーズ（2010年、バンダイ）[1]
- 「浅漬の素」お野菜シェイク篇（2011年、エバラ食品）
- 新日鉄住金エンジニアリング（2012年）
- 「浅漬の素」野菜バー篇 キュウリバー篇（2012年、エバラ食品）
- ハピネスチャージプリキュア! プリカードであそぼう! なかよしリボン（2014年、バンダイ）[8]
- ハッピーセット みんなまる子篇（2014年、日本マクドナルド）[9]
- ココナッツサブレ「どこでもサブ★ランド 秋だけど 篇 カラオケver.」（2019年、日清シスコ）

### Web CM
- ソフトバンクニュース特別動画企画「Pepperは見た」（2018年、ソフトバンク）[10]